# Michael Asher
 Michael Asher, auch bekannt als Mike Asher (* 15. Juli 1943 in Los Angeles Kalifornien, USA; † 14. Oktober 2012 ebenda), war ein US-amerikanischer Konzeptkünstler. Seine Kunst schuf nicht primär neue Kunst-Objekte; typischerweise veränderte sie stattdessen die bestehende Umgebung, zum Beispiel durch die Neupositionierung oder das Entfernen von Elementen, Kunstwerken, Wänden oder Fassaden.

## Leben und Werk
Michael Asher wurde im Jahr 1943 als Sohn der Galeristen Betty und Leonard Asher in Los Angeles geboren. Er studierte bis 1966 an der University of California, Irvine.
Michael Asher gehört zu den ersten Konzeptkünstlern in den USA. Seine Arbeit erfolgte in Form von „subtilen aber absichtlichen Interventionen – Ergänzungen, Änderungen oder Subtraktionen – insbesondere in und von Umgebungen“. In den späten 1960er und frühen 1970er Jahren bestand sie in der Aufteilung von Galerie-Räumen durch Trennwände und Vorhänge, oder der Gestaltung von Umgebungen durch Reflexion oder Absorption von Schall und Geräuschen.
Im Jahr 1969 hatte er seine erste Einzelausstellung im La Jolla Museum of Art. In den 1970er Jahren begann er Räume zu verändern, indem er zum Beispiel Schichten von Farbe mittels Sandstrahlen entfernte. Seit 1979 positionierte er auch in Museen Sammlungsobjekte neu. Seine erste dauerhaft installierte und öffentliche Arbeit in den Vereinigten Staaten ist der unbetitelte Granit-Brunnen neben einer Flagge auf dem Campus der University of California, San Diego aus dem Jahr 1991.
Michael Asher war Lehrer am California Institute of the Arts, wo er den „Post-Studio Art“-Kurs unterrichtete.
Michael Asher nahm an der Documenta 5 in Kassel im Jahr 1972 in der Abteilung Individuelle Mythologien: Prozesse und der Documenta 7 im Jahr 1982 teil. Er stellte auf der Biennale von Venedig (1976) und viermal bei den Skulptur.Projekten in Münster 1977, 1987, 1997 und 2007 aus. In Münster platzierte er während der Ausstellungen von Skulptur.Projekte einen Wohnwagen an zwölf wöchentlich wechselnden, unspektakulären Standorten. Diese Standorte hatte er bereits im Jahr 1977 festgelegt. Das Hauptinteresse von Asher galt dem Spannungsfeld von starrer Form und bewegtem Raum: Der Wohnwagen, der über die Jahrzehnte der gleiche blieb, wurde an Stationen in der Stadt positioniert, die sich ständig veränderten. Eine fortlaufende Fotodokumentation machte diese Veränderungen während der Ausstellung und seit 1977 sichtbar.
Er hatte wichtige Einzelausstellungen im Centre Pompidou in Paris (1991), im Los Angeles County Museum of Art (2003), im Art Institute of Chicago (2005) und im Santa Monica Museum of Art (2008). Im Frühjahr 2010 erhielt er den hoch dotierten Bucksbaum Award der Whitney Biennial inklusive eines Residenz-Stipendiums und einer Solo-Ausstellung im Whitney Museum of American Art im Herbst des Jahres.

## Auszeichnungen
- 2000 – Kunstpreis Aachen
- 2010 – Bucksbaum Award, New York City